# Dunakiliti
Dunakiliti (szlovákul: Klity, horvátul: Kliće, németül Frauendorf) község Győr-Moson-Sopron vármegyében, a Mosonmagyaróvári járásban. Dunakilitihez tartozik a mintegy 120 lelket számláló Tejfalusziget. A település 2010 óta a „Humanitárius település” címet viseli. 2015-ben a Magyarországi Falumegújítási Díj kiváló fokozatát nyerte el. 2015-ben 1. helyezett lett a „Virágos Magyarországért” versenyben, és így 2016-ban Dunakiliti képviseli a magyarországi falvakat az Entente Florale Europe rangos környezetszépítő versenyen. Környezetvédelmi tevékenységéhez kötődően „Talajbarát település” is a község.

## Fekvése
A község a Felső-Szigetköz északnyugati végén terül el, Mosonmagyaróvártól és a rajkai határátkelőhelytől is nagyjából egyenlő távolságra (8–10 kilométerre); nem messze innen ágazik ki az Öreg-Dunából a Mosoni-Duna. Magyarország, Szlovákia és Ausztria hármashatárának közelsége miatt Dunakiliti a térség jelentősebb települései közé tartozik. Közvetlen kapcsolatban van a doborgazszigeti "üdülőparadicsommal". A falu nagy területen fekszik a Duna korábbi szerteágazó vízfolyásai miatt.

### Közlekedése
A település főutcája az 1408-as út, amely Mosonmagyaróvárt köti össze Feketeerdőn és Dunakilitin keresztül Rajkával. Itt torkollik bele az előbbi útba, bő 15 kilométer megtétele után az 1407-es út, amely Halásziból indulva, Dunasziget különálló településrészei, illetve Tejfalusziget érintésével jut el idáig.

## Története[4]
Dunakiliti jelenlegi területén, talán éppen a mai főutca helyén is vízfolyások voltak, a Duna-medrek egykori kalandozásának bizonyítékai a kutak mélyéről előkerült halászeszközök és egy erdő földjéből előkerült hajóroncs. A halászó, favágó, szénégető őslakosok számlájára írható az erdők korai nagymértékű pusztulása.
A község első okleveles említése 1165-ben egy Kelud nevű birtokos nemességével kapcsolatos, de a hagyomány beszél egy Kilit nevű pozsonyi várjobbágyról és az első kápolna védőszentjéről, Szent Cletos Kilit pápáról, mint névadóról. Dunakiliti folyó menti kulcspozíciójából következtettek török szóeredetre (kilit = kulcs) is.
Az igazolhatóan Árpád-kori eredet után évszázadokig nem történt említés a községről, a középkorvégi Frauendorf (Asszonyfalva) elnevezés a környék török korabeli általános pusztulására utal, amikor az elnéptelenedett falvakat németekkel telepítették be, illetve más feltevés szerint a csatákban részt vevő és az itthon maradt szigeteken megbúvó férfiak hiányában csak nőket és gyermekeket lehetett látni a faluban.[forrás?]
Az 1883-ig Pozsony vármegyéhez tartozó községet akkoriban Mosony-Kilitinek is nevezték. Tiszta magyar etnikumú lakossága emberemlékezet óta a vagyonosabb gazdaosztályhoz tartozott. Népes községként említi az 1673. évi összeírás is, amelynek anyaegyházához több fília is tartozott.
Az 1634-es canonica vizitacio szerint Kilitin a házak száma: 60. A faluban összesen 300 ember lakik. Lipthay-birtok 1664-ben, majd a Héderváry-grófoké, a Szente-családé, a 18. század elején a Draskovich-családé, később Illésházy István gróf tulajdonában a Pozsony vármegyei szarvai uradalomhoz tartozott.
Utolsó birtokosa, a 19. század elején Batthyány József köpcsényi gróf. A Batthyány-család 1858-62 között épített kastélyát szép park övezte, a 900 m² alapterületű épületben jelenleg iskola működik. Itt született a „szegények orvosának” nevezett, 2003. március 23-án boldoggá avatott herceg, dr. Batthyány-Strattmann László.
A kastélyt Batthyány József és Batthyány Ludovika Erzsébet nevű lánya gr. Pálffy Jánosné örökölte 1897-ben. A kastély berendezését a második világháború után a község lakosai a könyvtárral együtt elégették. A vak gyűlölet leginkább a háborús bűnösként kivégzett gr. Pálffy Fidél nyilaskeresztes volt földművelésügyi miniszter személyének szólt.

## Közélete

### Polgármesterei
- 1990–1994: Szokoli Sándor (független)[5]
- 1994–1998: Szokoli Sándor (független)[6]
- 1998–2002: Szokoli Sándor (független)[7]
- 2002–2006: Szokoli Sándor (Vidékért Egyesület)[8]
- 2006–2010: Szokoli Sándor (független)[9]
- 2010–2014: Szokoli Sándor (független)[10]
- 2014–2019: Kovács Andor Tamásné (független)[11]
- 2019–2024: Kovács Andor Tamásné (független)[12]
- 2024– : Kovács Andor Tamásné (független)[1]

## Népesség
A település népességének változása:
| Lakosok száma | 1884 | 1862 | 1867 | 2171 | 2197 | 2176 | 2125 |
|               | 2013 | 2014 | 2015 | 2021 | 2022 | 2023 | 2024 |

A 2011-es népszámlálás során a lakosok 82,9%-a magyarnak, 0,5% cigánynak, 0,3% horvátnak, 2,2% németnek, 0,2% románnak, 6,3% szlováknak, 0,3% ukránnak mondta magát (11,8% nem nyilatkozott; a kettős identitások miatt a végösszeg nagyobb lehet 100%-nál). A vallási megoszlás a következő volt: római katolikus 67,8%, református 2,2%, evangélikus 0,9%, görögkatolikus 0,4%, felekezeten kívüli 8,2% (20,2% nem nyilatkozott).
2022-ben a lakosság 73,1%-a vallotta magát magyarnak, 14,2% szlováknak, 1,8% németnek, 1% románnak, 0,5% ukránnak, 0,3% szerbnek, 0,2% cigánynak, 0,1-0,1% lengyelnek, horvátnak és ruszinnak, 2,9% egyéb, nem hazai nemzetiségűnek (14,5% nem nyilatkozott; a kettős identitások miatt a végösszeg nagyobb lehet 100%-nál). Vallásuk szerint 41,5% volt római katolikus, 1,5% református, 0,5% evangélikus, 0,5% görög katolikus, 0,9% egyéb keresztény, 0,5% egyéb katolikus, 9,6% felekezeten kívüli (44,8% nem válaszolt).

## Vallás
Szent Kereszt Felmagasztalása Templom: Dunakiliti régi parókiáját 1562-ben építették. Egy ideig ez a reformátusoké is volt, de 1657-ben Ferenczy János plébános Illésházy József gróf segítségével ismét visszaszerezte a katolikusok kezébe.
1735-ben templomot építettek a kis kápolna helyébe és lakosok köréje temetkeztek. 1851-ben Fényes Elek így írt róla: „916 katolikust számlál. Katolikus parochiája és temploma van. Szántóföldje termékeny: rétje jó; erdeje nagy és szép, gyümölcse bőven. A szarvai uradalomhoz tartozik.”
A jelenleg is álló római katolikus templom a régi kiliti templom tornyával egybeépítve 1910-ben épült. Méretei: 26 m hosszú, 15,5 m széles, tornya 36 m magas, a hajó alapterülete 305 m². A neogótikus épület belsejét gyönyörű freskók és csúcsíves, színes ill. rózsás üvegablakok díszítik. A terveket a jeles építész, Hőnel Béla készítette.
2010-ben megkezdődött a templom külső-belső felújítása. A munkálatok során méltó helyre került a falu boldoggá avatott szülöttének, dr.Batthyány-Strattmann Lászlónak mellszobra és ereklyéje.
Batthyány-kápolna: A kápolnát Batthyány Ludovika építtette 1875-ben. 1873-ban súlyos kolera-járvány tört ki a faluban. Dr. Batthyány-Strattmann László édesanyja megfogadta, ha megmenekülnek a halálos kórtól, a Szűzanya tiszteletére épületet emeltet. A kápolnában lévő Szűz Mária-szobor talpazatának felirata: „Mária segíts”. Alatta olvasható: „Hála emlék a betegek gyógyítója sz. Mária tiszteletére állítatott. Az 1873. évi cholera járvány szerencsés megszünéseért a boldogult édes anya nemes példájára Gróf Batthyány Józsefné született Batthyány Ludovika Grófnő által.” 2012-ben felújították.
"Fehér-kép": „A festett képeket hordozó, téglából épített képoszlopok legegyszerűbb típusához tartozik a Dunakiliti és Feketeerdő (Schwartzwald) határában álló Kőkép. [...] A 3 m-es oszlop tetejére, felújítása során bádogfedés és új, vashuzalból hegesztett kereszt került. Az egykori fehér, majd sárga meszelést színes kőporos vakolat helyettesíti. A képek számára, az oszlop felső harmadán, az útra néző, s mellette álló két oldalon, 45x55 cm-es, 13 cm mélységű négyzetes fülkéket hagytak. Ezekben voltak a lemezre festett képek. [...] A szobrok mindegyikét eltüntették az ötvenes években, így a ma láthatók már utólagos pótlások.” A "Fehér-kép" jelenlegi állapotában három oldalán kőfaragványokat láthatunk (az idézett tanulmány szerint a határjelölő funkciójú kőoszlopok szántóföld felőli oldalára nem került díszítés): téglaszínű képeket illesztettek a fehérre meszelt oszlopba. Egy mára eltűnt vallási hagyományra emlékeztet a „Fehér-kép”, mely Mosonmagyaróvár felől közelítve őrzi a határt. Egykor búzaszenteléskor a templomi körmenet idáig zarándokolt ki.
Tejfaluszigeti kápolna: A kápolnát 1935-ben építette a tejfaluszigeti Bozi Mihály. A vallási épület 2015-ben 80 éves fennállását ünnepelte. A jeles alkalomból kívül-belül felújították.

## Nevezetesség
- A ma iskolaként funkcionáló Batthyány-kastély
- Falumúzeum
- Szent Kereszt Felmagasztalása római katolikus templom
- Az 1896-ban ültetett millenniumi tölgy
- A Németh Viktor által épített Németh-villa, melyben magánlakások találhatóak
- Batthyány-kápolna
- A szigetközi flóra és fauna (Kiserdei sétány - tanösvény)
- Princes Palace-kastély - Az új „kastélyszálló” (jelenleg nem üzemel)
- A félbemaradt duzzasztómű és a fenékküszöb
- Horgászás és vízitúrázás a Zátonyi-Duna-ágban
- Boldog Batthyány-Strattmann László-ereklye a templomban, mellszobra az iskola udvarán
- Útmenti keresztek, "Fehér-kép"
- Tejfaluszigeti kápolna

## Híres dunakilitiek
- Itt született Pálffy Géza (1900–1952) földbirtokos, felsőházi tag
- Cséfalvay Pál (1934–2010), az esztergomi Keresztény Múzeum igazgatója
- Dr. (Boldog) Batthyány-Strattmann László